# Rolando Chilavert
Rolando Chilavert (22 de maig de 1961) és un exfutbolista paraguaià i posterior entrenador.

## Selecció del Paraguai
Va formar part de l'equip paraguaià a la Copa del Món de 1986.